# Timothy
Timothy ist ein männlicher Vorname und Familienname. Es handelt sich um die englische Variante des aus dem Altgriechischen stammenden Vornamens Timotheos (Τιμόθεος). Die lateinische Entsprechung lautet Timotheus.

## Herkunft und Bedeutung
Der Vorname setzt sich aus dem altgriechischen Verbum τιμάω (timáo, „schätzen, ehren“) und dem Nomen θεός (theós, „Gott“) zusammen und bedeutet so viel wie: „der Gott ehrt“ oder „der Gottesfürchtige“.

## Namensträger

### Vorname
- Timothy Adams (* 1986), kanadischer Pokerspieler
- Timothy Anjembe (* 1987), nigerianischer Fußballspieler
- Timothy T. Ansberry (1871–1943), US-amerikanischer Jurist und Politiker
- Timothy Patrick Barrus (* 1950), US-amerikanischer Schriftsteller
- Timothy Beaumont, Baron Beaumont of Whitley (1928–2008), britischer Politiker und Geistlicher
- Timothy Bloodworth (1736–1814), US-amerikanischer Politiker
- Timothy Bottoms (* 1951), US-amerikanischer Schauspieler
- Timothy Broglio (* 1951), US-amerikanischer Geistlicher, Erzbischof des Militärordinariates
- Timothy Ray Brown (1966–2020), US-amerikanischer Übersetzer
- Timothy Carlton (* 1939), britischer Schauspieler
- Timothy Colman (1929–2021), britischer Geschäftsmann und Lord Lieutenant von Norfolk
- Timothy Colombos (* 2004), US-amerikanischer Kinderdarsteller
- Timothy Abbott Conrad (1803–1877), US-amerikanischer Geologe, Paläontologe und Malakologe
- Timothy Creamer (* 1959), US-amerikanischer Astronaut
- Timothy Dalton (* 1946), britischer Schauspieler
- Timothy Davis (1794–1872), US-amerikanischer Politiker
- Timothy Davis (1821–1888), US-amerikanischer Politiker
- Timothy Dolan (* 1950), US-amerikanischer römisch-katholischer Geistlicher und Erzbischof von New York
- Timothy Dupont (* 1987), belgischer Radrennfahrer
- Timothy Dwight IV. (1752–1817), US-amerikanischer Geistlicher, Gelehrter, Politiker und Dichter
- Timothy Dwight V (1828–1916), US-amerikanischer Hochschullehrer und Universitätspräsident
- Timothy Everard (* 1929), britischer Diplomat
- Timothy Ferriss (* 1977), US-amerikanischer Autor und Unternehmer
- Timothy Garden, Baron Garden (1944–2007), britischer Air Marshal der Royal Air Force, Politiker und Life Peer im House of Lords
- Timothy Garton Ash (* 1955), britischer Historiker und Schriftsteller
- Timothy Geithner (* 1961), US-amerikanischer Politiker
- Timothy Greenfield-Sanders (* 1952), US-amerikanischer Fotograf und Dokumentarfilmer
- Timothy Joseph Harrington (1918–1997), US-amerikanischer römisch-katholischer Geistlicher und Bischof von Worcester
- Timothy Hutton (* 1960), US-amerikanischer Schauspieler
- Timothy Ika, nauruischer Politiker
- Timothy Jenkins (1799–1859), US-amerikanischer Politiker
- Timothy Jerome (* 1943), US-amerikanischer Schauspieler
- Timothy Kast (* 1988), Schweizer Eishockeyspieler
- Timothy Keller (1950–2023), US-amerikanischer protestantischer Theologe und presbyterianischer Pastor
- Timothy Kirkhope (* 1945), britischer Rechtsanwalt und Politiker
- Timothy Lam (* 1997), US-amerikanischer Badmintonspieler
- Timothy Leary (1920–1996), US-amerikanischer Psychologe und Autor
- Timothy Lenoir (* 1948), US-amerikanischer Wissenschaftshistoriker und Hochschullehrer
- Timothy Mack (* 1972), US-amerikanischer Stabhochspringer
- Timothy Mahr (* 1956), US-amerikanischer Komponist, Dirigent und Musikpädagoge
- Timothy Manning (1909 1989), US-amerikanischer Kardinal und Erzbischof von Los Angeles
- Timothy C. May (1951–2018), US-amerikanischer Computeringenieur
- Timothy McVeigh (1968–2001), US-amerikanischer Attentäter
- Timothy Joseph Moore (* 1959), US-amerikanischer Altphilologe
- Timothy Z. Mosley (* 1972), US-amerikanischer Musiker und Produzent
- Timothy Nardiello (* 1960), US-amerikanischer Rennrodler
- Timothy Noah (* 1958), US-amerikanischer Journalist
- Timothy O’Donnell (* 1980), US-amerikanischer Triathlet
- Timothy J. O’Donovan (1881–1957), irischer Politiker
- Timothy O’Driscoll (* 1980), irischer Eishockeyspieler
- Timothy H. O’Sullivan (um 1840–1882), US-amerikanischer Fotograf
- Timothy Olyphant (* 1968), US-amerikanischer Schauspieler
- Timothy Omundson (* 1969), US-amerikanischer Schauspieler
- Timothy Peake (* 1972), britischer Testpilot und Raumfahrer
- Timothy Pickering (1745–1829), US-amerikanischer Politiker
- Timothy Plowman (1944–1989), US-amerikanischer Botaniker
- Timothy B. Schmit (* 1947), US-amerikanischer Musiker und Sänger
- Timothy Scott (1937–1995), US-amerikanischer Schauspieler
- Timothy A. Smiddy (1875–1962), irischer Ökonom und Diplomat
- Timothy Snyder (* 1969), US-amerikanischer Historiker
- Timothy Spall (* 1957), britischer Schauspieler
- Timothy A. Springer (* 1948), US-amerikanischer Immunologe
- Timothy Sullivan (1862–1913), US-amerikanischer Politiker
- Timothy Sullivan (1874–1949), irischer Jurist und Richter
- Timothy Sullivan (* 1954), kanadischer Komponist und Musikpädagoge
- Timothy Daniel Sullivan (1827–1914), irischer Journalist, Politiker und Dichter
- Timothy M. Swager (* 1961), US-amerikanischer Chemiker
- Timothy Taylor (* 1953), US-amerikanischer Schachspieler
- Timothy Treadwell (1957–2003), US-amerikanischer Tierfilmer und Tierschützer
- Timothy Truman (* 1956), US-amerikanischer Comicautor, -zeichner und Musiker
- Timothy James Webb (* 1967), australischer Künstler
- Timothy West (1934–2024), britischer Schauspieler
- Timothy West (* 1985), US-amerikanischer Pokerspieler
- Timothy L. Woodruff (1858–1913), US-amerikanischer Politiker
- Timothy R. Young (1811–1898), US-amerikanischer Politiker
- Timothy Zahn (* 1951), US-amerikanischer Schriftsteller

### Familienname
- Christopher Timothy (* 1940), britischer Schauspieler

### Maskottchen
- Timothy (Schildkröte) (ca. 1844–2004), britisches Marine- und Militärmaskottchen